# 东北意大利

義大利東北部

东北意大利，依據義大利國家統計局以及歐盟統計局的定義, 包含義大利行政區中的特倫蒂諾-上阿迪傑省，威尼托省，弗留利-威尼斯朱利亞省以及艾米利亞-羅馬涅省。 其中前三省常被合稱為特里威尼托地區。近來這名稱已經漸漸被代替成為義大利東北部。
義大利東北部北邊接壤奧地利以及瑞士，東邊靠斯洛維尼亞，南邊接連利古利亞省，托斯卡尼省，馬爾凱省以及聖馬利諾共和國，西邊連結倫巴第省和一小塊皮埃蒙特省。艾米利亞-羅馬涅省，威尼托省和弗留利-威尼斯朱利亞省三省都有靠亞得里亞海。
義大利東北部多半區域位在波河河谷，其中有義大利最長的河流波河。 該區最主要的經濟活動是工業以及旅遊業。